# حنا جميل ناصر
حنا جميل ناصر (بالإنجليزية: Hanna Jameel Nasser)‏‏ (1936 في بيت لحم - 5 يوليو 2015 في بيت لحم ) مسيحي فلسطيني، شغل منصب رئيس بلدية بيت لحم في الفترة 1997 حتى 2005. خلفه فيكتور بطارسة.

## أوسمة
- في 24 ديسمبر 2013، منحه الرئيس الفلسطيني محمود عباس وسام الاستحقاق والتميز.[5]